# Waar ga je heen (Emma Heesters)
Waar ga je heen is een lied van de Nederlandse zangeres Emma Heesters. Het werd in 2020 uitgebracht als single.

## Achtergrond
Waar ga je heen is geschreven door Yoshi Breen, Jonas Kröper en Guus Mulder en geproduceerd door Kröper. Het is een nederpoplied waarin de zangeres zingt over een man die ze bij het uitgaan ziet en ze mee naar huis wil gaan. De zangeres zelf omschreef het genre van het lied als latin pop. Het is de eerste solo hitsingle van de zangeres, die eerder succes had met Pa Olvidarte en Loop niet weg. De zangeres en de liedschrijvers maakten het lied in een Zoom call, aangezien ze niet samen de studio in konden gaan wegens de coronacrisis. De single heeft in Nederland de platina status.
In het lied zit een kleine sample van het nummer ¨Hij is van mij¨ van Kris Kross Amsterdam, Maan, Tabitha & Bizzey.

## Hitnoteringen
De zangeres had in Nederland enige succes met het lied. Het kwam tot de twaalfde plaats van de Top 40, waarin het vijftien weken stond. De piekpositie in de Single Top 100 was de 21e plek. Het was 21 weken in deze hitlijst te vinden. 